# Alvar Älmeberg

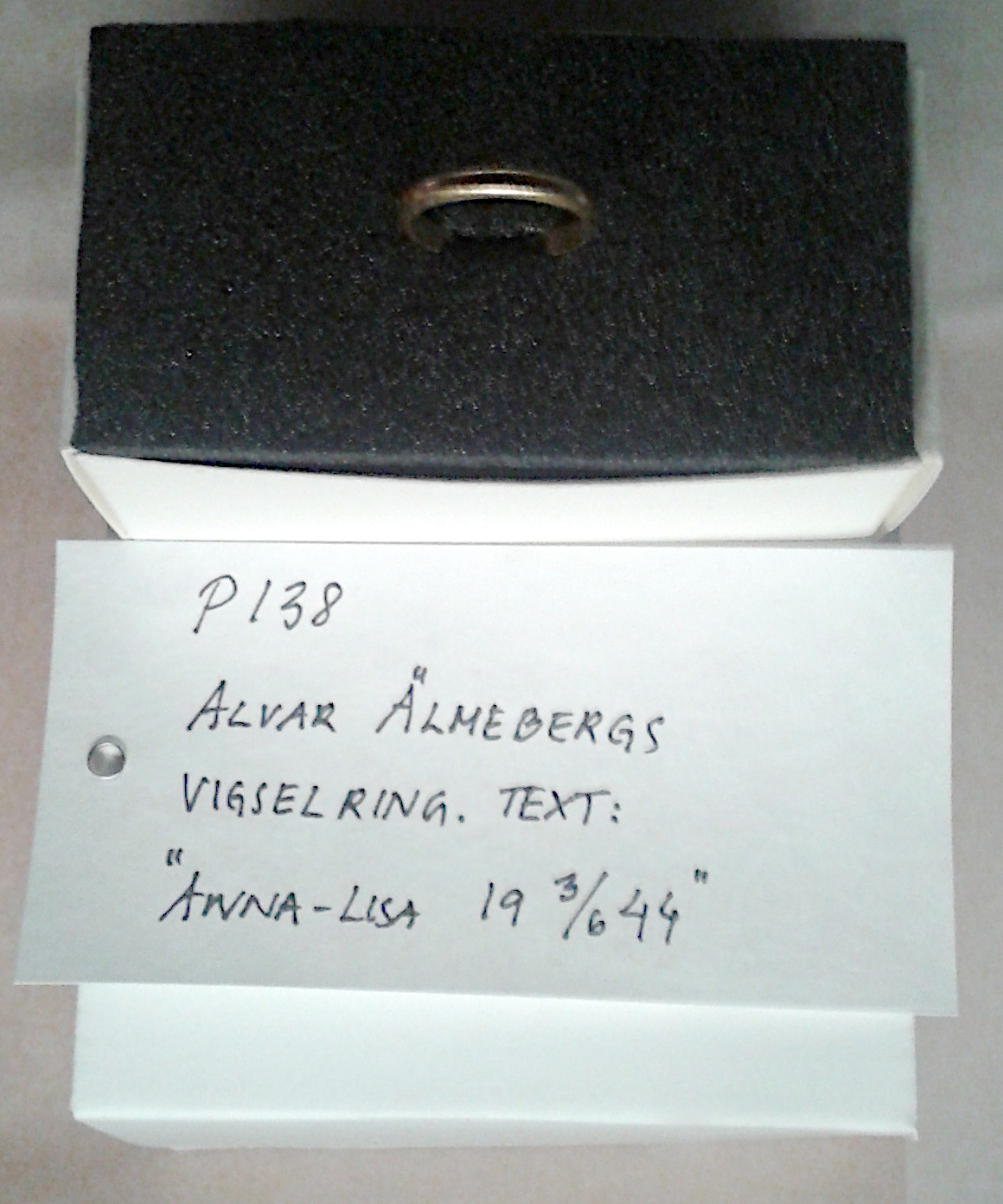
Alvar Älmebergs vigselring upphittad i Östersjön i flygplansvraket.

Alvar Alex Erik Älmeberg, född 11 september 1916 i Västerhejde, Gotlands län, död 13 juni 1952, var en svensk underofficer (fanjunkare) och pilot på det svenska signalspaningsplanet som sköts ner av ett sovjetiskt Mig-15-plan den 13 juni 1952 över internationellt vatten öster om Gotska Sandön under en topphemlig flygning i närheten av en stor sovjetisk marinövning.

## Biografi

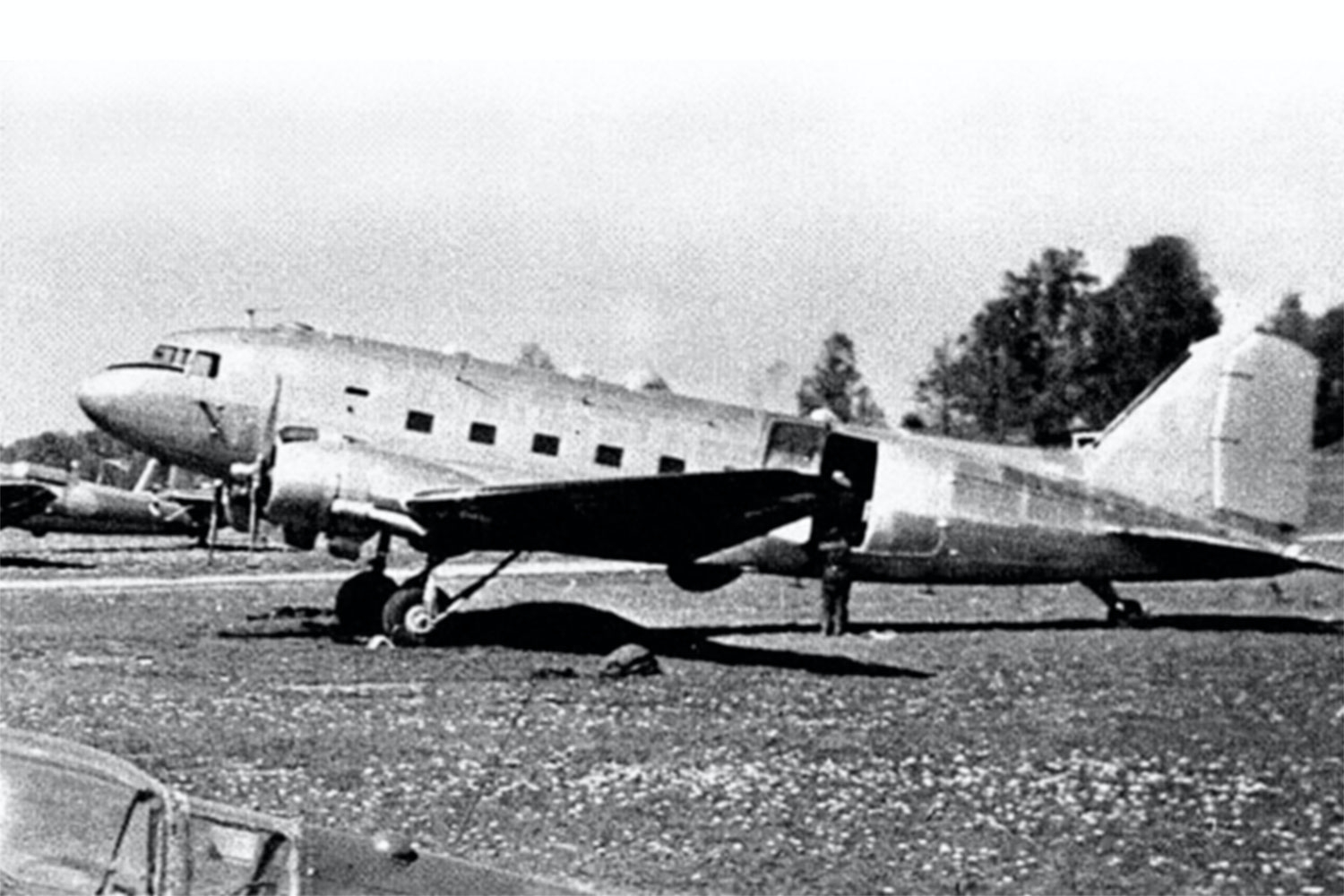
DC 3:an, en Tp 79 Hugin med flypvapennummer 79001 på F 8 Barkarby en tid innan försvinnandet.

Älmeberg var son till kusken och före detta rättaren Karl Petter Konrad Pettersson (1878–1954) och Maria Axelina Josefina Pettersson (1884–1934). Han hade tre syskon. Älmeberg var gift med Anna Elisabeth (1916–2001). Han konfirmerades i Visby 1931 och flyttade till Täby 1937. Han kom i krigstjänst vid Roslagens flygflottilj, gick underofficersskola och flygskola 1943. Älmeberg blev underofficer vid flygvapnet 1945. Älmeberg bodde vid tiden för försvinnandet i Hägersten, var gift och far till två barn, av vilka sonen Roger Älmeberg har skildrat dramat med den nedskjutna DC-3:an i flera böcker och artiklar.
Den 13 juni 1952 gav sig Älmeberg tillsammans med sin besättning i en ombyggd DC-3:a (av flygvapnet kallad Tp 79001) ut på ett hemligt uppdrag över Östersjön. DC-3:an tillhörde en specialenhet ur Svea flygflottilj, kallad 6. transportflyggruppen och var baserad på Bromma. Uppdraget var att identifiera nya signalkällor i de radarsystem som Sovjetunionen byggde upp längs baltiska kusten. Den hemliga spaningen skedde i samarbete med Nato och resultaten delgavs USA. Det visste Sovjetunionen om, sedan spionen Stig Wennerström fått kännedom om verksamheten.
Planet återfanns genom försorg av en privat efterforskningsexpedition som leddes av dykaren och den tidigare stridspiloten Anders Jallai den 10 juni 2003. Vraket låg på 120 meters djup, 55 kilometer öster om Gotska Sandön. I december 2003 identifierade Rikskriminalen Älmebergs kvarlevor. Flygplansvraket bärgades 18-19 mars 2004.
Den 13 juni 2004, efter exakt 52 år, tilldelades männen som var med på flygningen postumt Försvarsmaktens förtjänstmedalj i guld under en ceremoni på Berga örlogsskolor. Medaljerna överräcktes av överbefälhavare (ÖB) Håkan Syrén till anhöriga efterlevande. Älmeberg gravsattes den 5 juli 2006 i minneslunden på Galärvarvskyrkogården i Stockholm.